# Kungsör község
Kungsör község (svédül: Kungsörs kommun) Svédország 290 községének egyike. 
A mai község 1971-ben jött létre.

## Települései
A községben  öt település található:
| Település    | Népesség | Megjegyzés         |
| ------------ | -------- | ------------------ |
| Kungsör      |          | a község székhelye |
| Valskog      |          |                    |
| Himmelsberga |          |                    |
| Rabostan     |          |                    |
| Torpaslätt   |          |                    |

### Külső hivatkozások
- Hivatalos honlap